# Guerra de Gigantes
El torneo Guerra de Gigantes fue un Cuadrangular amistoso con el que se celebró el 50 aniversario del Estadio Jalisco, con la participación de los cuatro equipos tapatíos, Club Deportivo Guadalajara, Atlas Fútbol Club, Tecos Fútbol Club y Club Deportivo Leones Negros de la U. de G., los días 28 y 30 de diciembre del 2010 en dobles jornadas.

## Sistema de competición
El torneo se desarrollará con dos partidos por equipo, y se definirá por puntos, en caso de que dos o más equipos igualen en la suma de unidades, se utilizará como criterio de desempate la mejor diferencia de goles, en caso de persistir el empate el campeón será decidido mediante un “volado”. Todos los partidos deberán tener un ganador, en caso de empate se tiraran penales hasta definir al vencedor. El equipo Campeón recibirá un trofeo conmemorativo de los 50 años del Estadio Jalisco.

## Jornada 1
El certamen arrancará el martes 28 de diciembre de 2010 con el partido inaugural de este cuadrangular, entre Chivas y Leones Negros, a partir de las 17:00 horas; y en el segundo encuentro de esta doble cartelera,  se verán las caras el equipo de Estudiantes Tecos frente al Atlas que se celebrará a las  19:45 horas.

## Jornada 2
Para la segunda jornada de este cuadrangular, el jueves 30 de diciembre de 2010, será de Clásicos, pues a las 17:00 horas tendrá lugar el Clásico uiversitario entre Estudiantes Tecos de la UAG, contra los Leones Negros de la U de G; y en el horario estelar de las 19:45 horas, el Estadio Jalisco vivirá una edición más del Clásico Tapatío, las Chivas regresan a la que fue su casa para medirse con los rojinegros del Atlas, en el duelo más tradicional de Guadalajara.

## Juegos

### Jornada 1
| 28 de diciembre de 2010 | Chivas                    | 1:0     | Leones Negros | Estadio Jalisco, Guadalajara |  |
|                         | Mitchel Oviedo 50' (pen.) | Reporte |               |                              |  |

| 28 de diciembre de 2010 | Estudiantes UAG | 1:2 | Atlas | Estadio Jalisco, Guadalajara |  |

### Jornada 2
| 30 de diciembre de 2010 | Estudiantes UAG  | 1:0 | Leones Negros | Estadio Jalisco, Guadalajara |  |
|                         | Israel López 29' |     |               |                              |  |

| 30 de diciembre de 2010 | Chivas | 0:1     | Atlas           | Estadio Jalisco, Guadalajara |  |
|                         |        | Reporte | Lucas Ayala 60' |                              |  |

## Posiciones
| Lugar | Equipo                     | Pts. |
| ----- | -------------------------- | ---- |
| 1º    | Atlas de Guadalajara       | 6    |
| 2º    | Club Deportivo Guadalajara | 3    |
| 3º    | Estudiantes UAG            | 3    |
| 4º    | Leones Negros              | 0    |